# Grendel (band)
Grendel is een Nederlands-Britse EBM- en darkelectro-band. Het is een van de meer succesvollere underground-acts van Nederland. Officieel is de band Brits, daar Jos Tucker over een Brits paspoort beschikt, maar doordat hij al vanaf zijn tweede levensjaar in Nederland woont en vloeiend Nederlands spreekt, wordt Grendel algemeen als Nederlands beschouwd.

## Bezetting
- [VLRK] (Jos Tucker) - zang, muziek en teksten
- [M4RC] (Marc Martinez) - drums
- [S42H] (Sascha Pniok) - toetsen

## Biografie
Grendel begint in 1997 als een eerdere band van Jos Tucker uiteenvalt. Hij besluit in zijn eentje verder te gaan. In 2000 brengt hij een duotrack-demo uit die opvalt in de Nederlandse industrial en gothic scene, en ook in het buitenland. Een half jaar later wordt een demo gemaakt onder de titel "inhumane amusement". Deze demo trekt de aandacht van het Duitse EBM label NoiTekk, en met wat extra tracks wordt het uitgebracht als het debuutalbum. Gedurende deze tijd wordt Jos live bijgestaan door [FLRS].
Hierna wordt de ep "End of ages" uitgebracht, en het album "Prescription: medicide". Dit album leidt tot veel aandacht in het buitenland voor Grendel, en er wordt veel getoerd door Europa en de VS. Na deze albums verlaat [FLRS] de band, hij wordt vervangen door [4NIT4]. In deze periode wordt ook veelvuldig getoerd, en ook wordt de ep "Soilbleed" uitgebracht, met een EBM uitvoering van het bekende "Kernkraft 400" van Zombie Nation. Dat werd door de platenmaatschappij van Zombie Nation niet in dank afgenomen, met als gevolg dat er later een andere versie van "Soilbleed" verscheen zonder dit nummer, onder de titel: "Soilbleed: redux". Het titelnummer wordt een grote clubhit in de industrial en gothic scene.
Hierna verlaat [4NIT4] de band. Ze wordt vervangen door [M4RC] oftewel Marc Ramirez, een Amerikaan/Mexicaanse drummer en dj. Later voegt ook de Italiaan [MRKO], oftewel Marco Visconti, zich bij de band. De laatste is ook bekend als de man achter de Italiaanse EBM formatie XP8, en gedurende de Judgement tour speelde hij toetsen in de liveband van VNV Nation.
Begin 2007 brengt Grendel dan het album "Harsh generation" uit. Al voor de release van dit album heeft de band NoiTekk verlaten, en heeft getekend bij het eveneens Duitse label Infacted. In de Verenigde Staten wordt Grendel uitgebracht door Metropolis, in Rusland door Gravitator en Japan door DeathWatch Asia. 
Na een aantal jaar toeren met Grendel wordt toetsenist [MRKO] vervangen door [S42H] oftewel Sascha Pniok, die ook actief is bij de Duitse EBM/Industrial formatie Schallfaktor.
Eind 2009 brengt Grendel de ep "Chemicals + Circuitry" uit. Al snel wordt het titelnummer ook een onmisbare clubhit in de industrial en gothic scene, met zijn anthem-achtige eigenschappen, en bereikt topposities in diverse underground-dj-charts. Eveneens is er veel discussie omtrent deze ep, aangezien de productie er van duidelijk meer gepolijst is in vergelijking met eerdere releases en er ook eigenwijs gebruik wordt gemaakt van niet-vervormde en harmonische zang passages. Toch bereikt deze release veel succes en ontvangt merendeels zeer lovende reacties van beide fans als de media.
In 2012 komt de band met het album Timewave: Zero.

## Discografie
- 'First promo/demo' (2000)
- 'Inhumane Amusement' PROMO (2000)

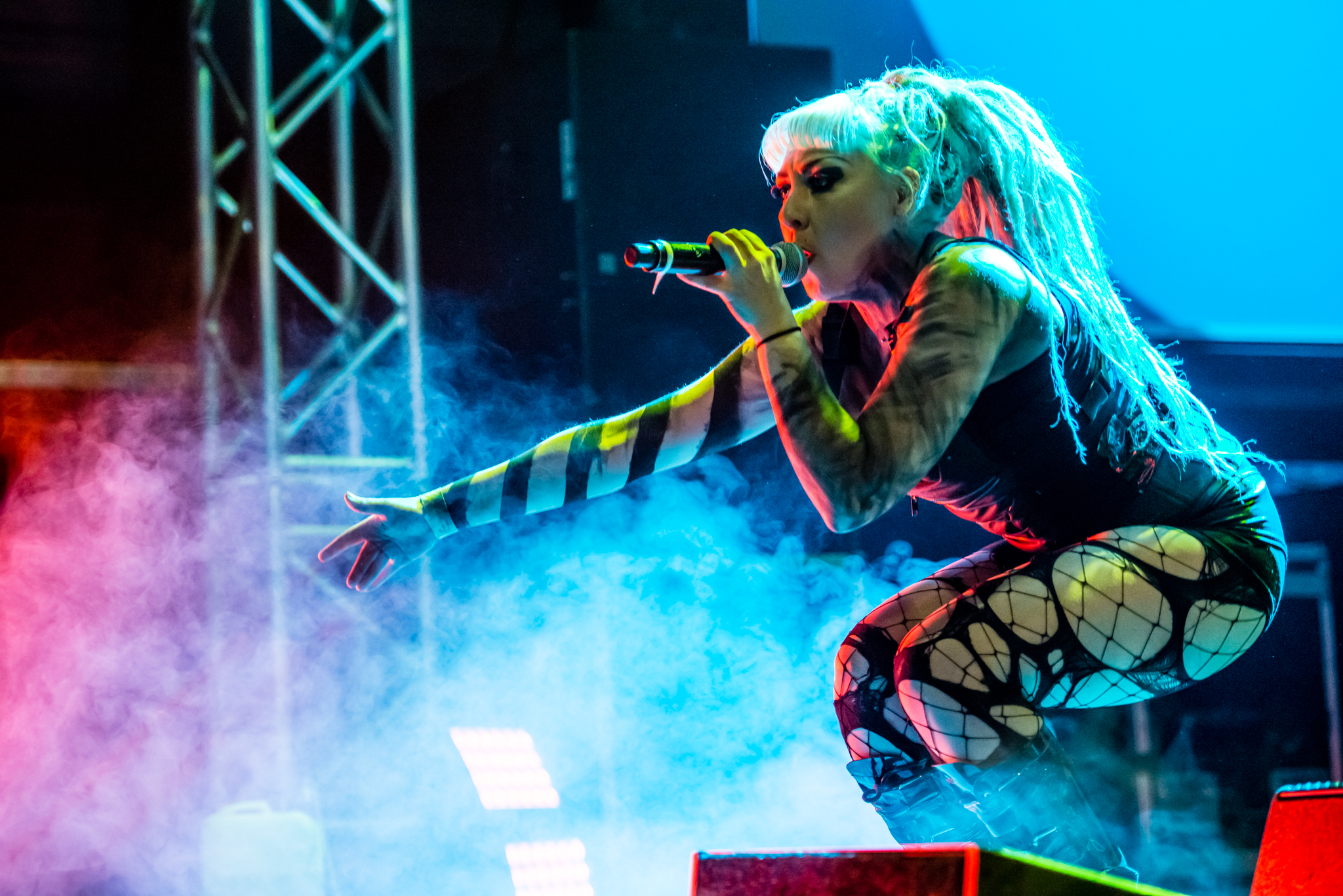
Grendel, e-tropolis 2015

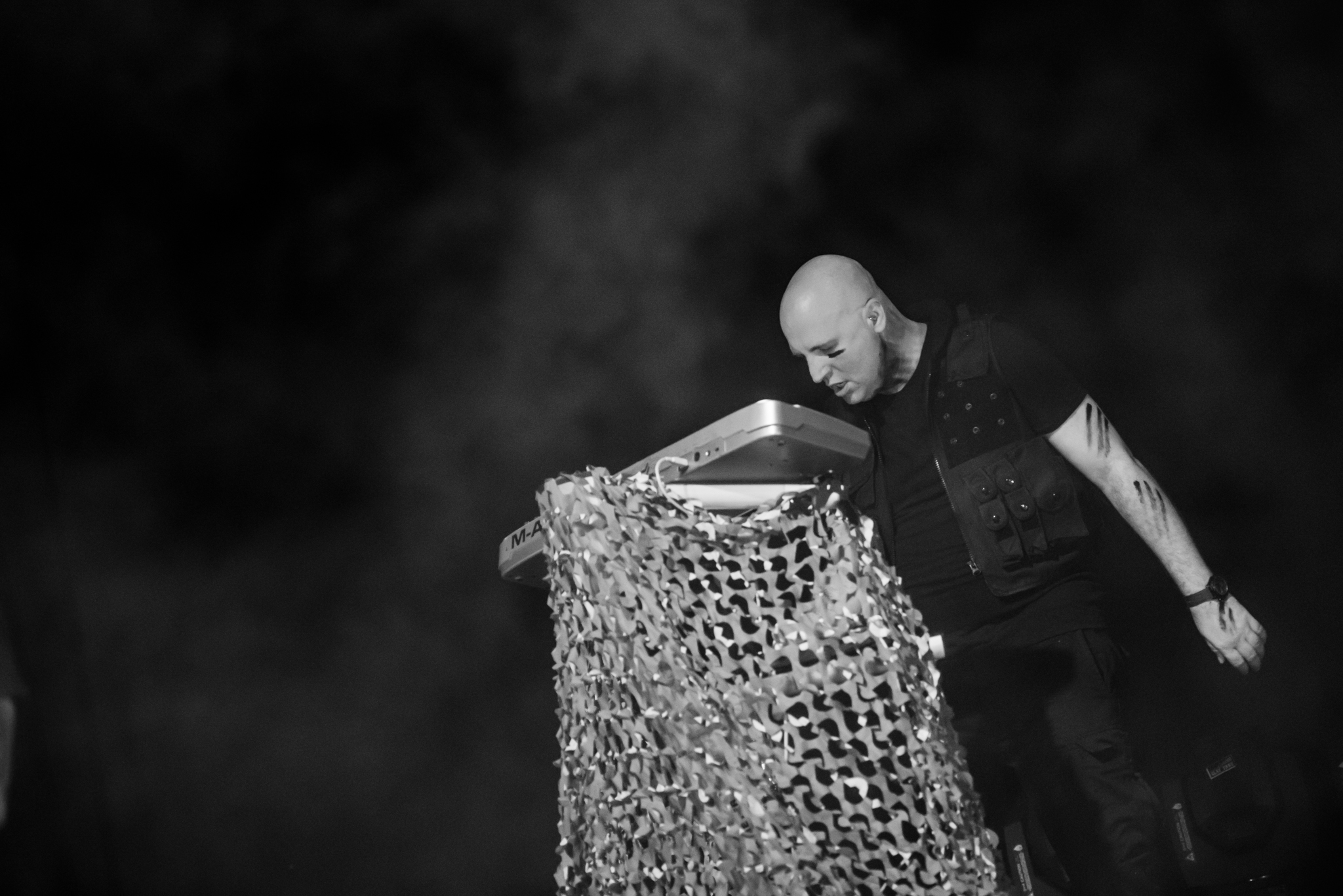
Grendel, e-tropolis 2015

- 'Inhumane Amusement' cd (2001 - NoiTekk Rec.)
- 'End of Ages' ep (2002 - NoiTekk Rec.)
- 'Prescription : Medicide' cd (2004 - NoiTekk/Metropolis Rec.)
- 'Soilbleed' ep (2005 - NoiTekk/Metropolis Rec.)
- 'Soilbleed : Redux' ep (2006 - NoiTekk Rec.)
- 'Harsh Generation'cd (2007 - Infacted/Metropolis/Gravitator Rec)
- 'Chemicals + Circuitry' (2009 - Infacted/Metropolis/Gravitator/DeathWatch Asia Rec.)
- 'Timewave : Zero'(2012) - Infacted/Metropolis